# Avion cu fuzelaj larg

Grafic cu secțiunea transversală a avionului Airbus A380. A se vedea culoarele duble pe ambele punți.

Un avion cu fuzelaj larg (în engleză widebody) este un avion de pasageri de mari dimensiuni cu diametrul fuzelajului de peste 5 metri. De obicei dispune de două culoare între rândurile de scaune.
Acest tip de avioane a apărut din cauza nevoilor liniilor aeriene de a transporta tot mai mulți pasageri la sfârșitul anilor 1960. Acest lucru se putea realiza în trei feluri : mărirea lungimii avionului, lățirea fuzelajului, sau construirea unui etaj superior. Prima variantă avea limite destul de importante, pentru că avionul trebuie să încapă într-o poartă standard de 80x80m, și trebuie să opereze folosind infrastructura existentă, a treia variantă necesita mari investiții în sisteme de evacuare în caz de urgențe. Astfel s-a ales lățirea fuzelajului

## Modele
Până acum, următoarele avioane au o configurație widebody:
- Boeing 747 - primul avion widebody (1969) (10 locuri la clasa economic, 3+4+3), Boeing 767, Boeing 777, Boeing 787.
- McDonnell Douglas DC-10 (9 locuri, 2+5+2 sau 3+3+3) și MD-11
- Lockheed L-1011 (9 locuri, 2+5+2)
- Airbus A300, Airbus A310, Airbus A330, Airbus A340, Airbus A350, Airbus A380
- Iliușin Il-86, Iliușin Il-96